# Bitwa pod Piotrkowicami
Bitwa pod Piotrkowicami – bitwa powstania styczniowego stoczona 4 lipca 1863 roku w okolicach wsi Piotrkowice. Walka toczyła się między oddziałem polskiej kawalerii pod dowództwem Ludwika Mycielskiego, a oddziałem rosyjskim pod dowództwem kapitana Dobryszyna. Starcie zakończyło się przegraną powstańców. 
3 lipca 1863 roku oddział kawalerii liczący ok. 60 jeźdźców wkroczył z zaboru austriackiego do Kongresówki. Zaraz na początku Ludwik Mycielski na czele swojej jazdy stoczył zwycięską potyczkę pod Słomnikami z rosyjską strażą graniczną. Ruszył potem w głąb kraju. 4 lipca podsunął się w okolice Wodzisławia. Pod Nawarzycami spotkał garstkę kozaków. Była to przednia straż kapitana Dobroszyna, idącego z 2 i pół roty pułku smoleńskiego z Jędrzejowa do Wodzisławia. Kozacy uciekając przed polską kawalerią do Piotrkowic, wciągnęli Polaków w zasadzkę piechoty zaczajonej w zbożu. Rosjanie otworzyli do powstańców ogień rotowy. Kawaleria polska się zatrzymała i zmieszała. Pod gradem kul nieprzyjacielskich oddział polski nie był już zdolny do sformowania się do boju. Powstańcy się więc w części rozbiegli. Część oddziału z rannym dowódcą wymykając się pościgowi powróciła do zaboru austriackiego. Tam austriaccy rozbroili 30 Polaków i zabrali 40 koni. Pod Piotrkowicami powstańcy stracili kilkunastu ludzi w rannych i zabitych.